# Bashira
Bashira é um filme de terror de 2021 dirigido por Nickson Fong baseado em uma lenda japonesa. Foi apresentado no Cine-Excess em 2021. No Brasil, foi lançado no Fantaspoa em 15 de abril de 2022.

## Sinopse
Depois de sofrer uma série de pesadelos com aparições bizarras e misteriosas, Andy (Liam Aiken), um músico eletrônico, e Lela (Mitzi Akaha), uma aspirante a cantora, acabam embarcando em jornadas paralelas em busca de respostas.

## Elenco
- Liam Aiken - Andy Monrovia
- Mitzi Akaha - Lela Cavanaugh
- Kiki Sukezane - Maya Shitara
- Emma Caymares - Aliss Lopez
- Brandon Gill - Chris Marshall
- Akiko Shima - Yone Kume
- Eddy Toru Ohno - Kazuo Kariya
- Colin Cunningham - John Cavanaugh
- Sayuri Oyamada - Yoko Cavanaugh
- Akiko Fujiwara - Yoko Cavanaugh (jovem)
- Toru Uchikado - Michihisa Kariya
- Takuma Anzai - Kenji Okazaki
- Sono Hideko - Setsuko Shitara
- Josie DiVincenzo - Sharon Monrovia
- Alana de Freitas - Dani Cavanaugh

## Produção
No início de 2014, Nickson Fong e Eko Nonoyama começaram a desenvolver o roteiro, com o roteiro original de Eko em japonês sendo finalizado em 2017. Ainda em 2017, o cineasta de Los Angeles Todd Ocvirk criou uma versão em inglês do roteiro baseados nos mesmos conceitos. No set de produção em 2018, o produtor Steve Krone disse que "não é um filme de terror violento e sangrento. Eu o descreveria mais como um tipo de história de fantasmas sobrenatural." As filmagens começaram em Buffalo, Nova York, em julho de 2018, e estava inicialmente programado para ser lançado em 2019, o que não aconteceu. Algumas das locações incluem o estúdio WNED-TV, Statler City, Aurora, Little Rock City, Nagoya, Chiryu, Tsushima e na floresta Shinshiro no Japão.

## Trilha sonora
Em 27 de outubro de 2021 foi divulgada a prévia da primeira música que faz parte da trilha sonora do filme em seu canal no YouTube, "Ocean of Embers" com participação de Mod Sun.
Em 6 de novembro de 2021, a música tema principal de Bashira foi lançada em seu canal oficial no YouTube. A faixa intitulada "Can You Hear Me?" é interpretada por Katharine L. Feeley e Mark Matters e a música produzida por Fumitake Igarashi & David Sisko. 

## Prêmio
- 2021: TerrorMolins - Videodrome[10]
- 2021: Melhor filme - Bleedingham Horror Film Festival[11]